# Муніципальні вибори у Франції 2020
На муніципальних виборах у Франції  2020 року обиралися мери та депутати муніципальних рад усіх французьких муніципалітетів, а також депутати рад об'єднань муніципалітетів.
Проведення першого туру 15 березня 2020 року попри спалах пандемії коронавірусної хвороби у Франції (COVID-19) призвело до численних суперечок. Через пандемію другий тур, спочатку запланований на 22 березня, був відкладений на невизначений термін, а в підсумку перенесений на 28 червня. Так само депутати міських рад 30 143 муніципалітетів, де місцева рада була обрана повністю в першому турі, не змогли вступити до повноважень та обрати нових мерів раніше травня: таким чином, мандат мерів та депутатів, обраних на термін 2014-2020 років, був продовжений до вступу на посаду їхніх наступників.
Вибори 2020 року відзначилися рекордно низькою явкою (45 % у першому турі та 42 % у другому), хоча традиційно місцеві вибори характеризувалися високою явкою виборців.
За підсумками виборів у кількох великих містах несподівано перемогла «Європа Екологія Зелені», а Соціалістична партія отримала помірно успішні результати. «Республіканці» втрачають підтримку в найбільших містах, але їм вдається посилитись у середніх. Центристська партія президента Емманюеля Макрона, «Вперед, республіко!», отримала значно менше, ніж передбачали опитування та керівництво партії. Зі свого боку, попри неоднозначні результати, «Національне об'єднання» вперше з 1995 року виграло місто з понад 100 000 жителів — Перпіньян .